# 徐正源
徐正源（韓語：서정원，1970年12月17日—），韩国前足球运动员，成都蓉城足球俱乐部主教练。是一名拥有爆发力的边锋。